# Institute of Science and Technology Austria
Institute of Science and Technology Austria (również ISTA) – jest międzynarodowym instytutem badawczym prowadzącym badania podstawowe w zakresie nauk ścisłych i przyrodniczych. Znajduje się w miejscowości Maria Gugging, będącej częścią miasta Klosterneuburg, 20 km na północny zachód od Wiednia. Został założony w 2009 roku przez rząd kraju związkowego Dolna Austria i rząd Austrii.
W instytucie działają obecnie (marzec 2019) 53 grupy badawcze; w 2026 ich liczba ma wynieść 90. Szkoła doktorska ISTA oferuje interdyscyplinarny program studiów doktoranckich. W marcu 2019 w instytucie kształciło się 187 studentów studiów doktoranckich.